# Sadalgi
Sadalgi là một thị xã panchayat của huyện Belgaum thuộc bang Karnataka, Ấn Độ.

## Địa lý
Sadalgi có vị trí 16°34′B 74°33′Đ / 16,57°B 74,55°Đ Nó có độ cao trung bình là 534 mét (1751 feet).

## Nhân khẩu
Theo điều tra dân số năm 2001 của Ấn Độ, Sadalgi có dân số 20.207 người. Phái nam chiếm 51% tổng số dân và phái nữ chiếm 49%. Sadalgi có tỷ lệ 60% biết đọc biết viết, cao hơn tỷ lệ trung bình toàn quốc là 59,5%: tỷ lệ cho phái nam là 70%, và tỷ lệ cho phái nữ là 49%. Tại Sadalgi, 13% dân số nhỏ hơn 6 tuổi.